# Fortuna Babelsberg
Il Fortuna Babelsberg e. V. è una società calcistica tedesca di Potsdam, in Brandeburgo. Attualmente milita in Landesliga Brandenburg, sesto livello del calcio tedesco.

## Storia

### Primi anni
Il club fu costituito nel 1906 con il nome di Concordia Babelsberg ma nel 1933 fu dissolto dalle autorità del Terzo Reich poiché formato da lavoratori di sinistra. Nel 1934 la società fu ricreata, con un'ottica politica più favorevole al regime, con il nome di VfL Eintracht 06 Babelsberg, tuttavia essa sarà sciolta dalle autorità alleate dopo la fine della Seconda guerra mondiale.

### In Germania Est
Nel 1946 nacque dall'unione tra VfL e SpVgg Potsdam lo Sportgruppe Babelsberg e nel 1948 un altro gruppo di calciatori di Potsdam creò un'altra squadra, l'SG Karl Marx Babelsberg. Nel 1949 l'SG Babelsberg vinse la Landesliga Brandenberg-West e l'11 luglio dello stesso anno assunse il nome di Betriebbsportgemeinschaft Märkische Volksstimme Babelsberg, diventando parte dell'associazione locale che raccoglieva le società calcistiche delle industrie statali. Il nuovo club approdò nel 1949 in DDR-Oberliga, la nuova massima divisione della Nazione.
Nel corso dei primi anni il club, come era solito nel paese socialista, andò incontro a più cambi di denominazione; il 30 ottobre 1950 cambiò nome in BSG Rotation Babelsberg e si affiliò con le industrie statali della stampa, nel 1952 si fuse con il BSG Rotation Babelsberg-Ost, il quale inizialmente giocava come SG Kinostudio Babelsberg. Per i primi anni cinquanta la squadra si classificò quasi sempre a metà classifica.
La stagione 1950-1951 del Babelsberg fu segnata dalla vittoria della classifica cannonieri con 38 reti di Hans Schöne, record che non sarà più battuto. Nel corso di questo decennio tre giocatori della squadra debutteranno con la maglia della Germania Est e il miglior risultato della squadra in FDGB Pokal sarà il raggiungimento delle semifinali nel 1951.
Nel 1958 il Babelsberg retrocesse in DDR-Liga (II) e nel 1960 cedette il suo posto al Sport-Club Potsdam, squadra formatasi al di fuori del BSG. Dopo questo fatto, la compagine fu relegata a giocare in 2. DDR-Liga (III) prendendo il posto della squadra riserve, il BSG Rotation Babelsberg II. Il 3 maggio 1969 il club assunse la denominazione di BSG DEFA Babelsberg.

### Dopo la riunificazione tedesca
Dopo la riunificazione tedesca, il club prese il nome di SG Fortuna Babelsberg. Nel 1992 si guadagnò la promozione in Landesliga Brandenburg (VI) e due anni dopo approdò in Verbandsliga Brandenberg (V). Il Fortuna rimase in Verbandsliga per cinque anni, prima di retrocedere nella serie dove milita tuttora.

## Palmarès

### Altri piazzamenti
- Coppa della Germania Est:

Semifinalista: 1949-1950